# بادمه
بادمه یک شهرک در اریتره است که در منطقه گاش-بارکا واقع شده‌است.

## خصوصیات
بادمه ۱٬۵۶۳ نفر جمعیت دارد.